# Tecoluca
Tecoluca è un comune del dipartimento di San Vicente, in El Salvador.

## Geografia fisica
Il territorio comunale, 284,65 km², si estende dalla parte alta del vulcano Chichomtepec fino alle coste dell'oceano Pacifico, sviluppando una grande varietà di suoli, vegetazioni e climi.